# Avari

De scheiding van de Elfen.

De Avari zijn in het werk over de fictieve wereld Midden-aarde van schrijver J.R.R. Tolkien een Elfensoort.
Niet lang nadat Ilúvatar de Elfen had laten ontwaken bij Cuiviénen, werden ze ontdekt door de Vala Oromë. De Valar waren vervuld van de schoonheid van de Elfen, en besloten werd om ze naar Valinor te laten komen. Oromë nam de Elfenkoningen Ingwë, Finwë en Elwë mee, om ze zo de schoonheid van Valinor te laten zien, opdat zij later hun onderdanen konden overtuigen om de Grote Mars naar het westen te maken. De meeste Elfen zouden de oproep van hun koning volgen, zij werden de Eldar genoemd. Een kleine groep weigerde echter aan de oproep gehoor te geven. Zij verkozen de sterren en de ruimte van Midden-aarde boven Valinor. Deze Elfen werden de "Avari" genoemd (de onwilligen). Andere benamingen voor deze groep Elfen zijn "Donkere Elfen", of "Wilde Elfen". In het westen van Midden-aarde, Eriador en Rhovanion is het aannemelijk dat Avari werden opgenomen in de koninkrijken van de Boselfen.